# Elaeocarpus gummatus
Elaeocarpus gummatus là một loài thực vật có hoa trong họ Côm. Loài này được Guillaumin mô tả khoa học đầu tiên năm 1920.